# Cal Miquel (Castellfollit del Boix)
Cal Miquel és una masia situada al municipi de Castellfollit del Boix, a la comarca catalana del Bages. Es troba a la vora de la riera de Grevalosa.